# 苏予
苏予（1926年—2016年3月14日），原名张瑀，笔名林予、林声，是一位中国作家，中国作家协会会员。

## 生平
1926年出生于四川。1948年毕业于燕京大学新闻系。曾任政府干部、师范教员。1979年，任《十月》编辑部主任、《十月》杂志第一任主编。

## 著作
著有有《天山瀑》、《新港采访》、《华年》、《独语》、《蓝色的勿忘我花》、《百年风雨识杨骚》等作品。